# Maureen Daly
Maureen Daly (née le 15 mars 1921 et morte le 25 septembre 2006) est une romancière américaine née en Irlande, connue notamment pour son roman de 1942 Seventeenth Summer, qui est considéré comme le premier roman Young Adult de l'histoire.

## Biographie
Maureen Daly naît le 15 mars 1921 à Castlecaufield, dans le comté de Tyrone. Sa famille déménage à Fond du Lac quand elle a deux ans. Maureen Daly a trois sœurs : Maggie Daly, critique de mode et mannequin, Sheila John Daly, journaliste, et Kay Daly, qui devient la première femme vice-présidente d'une agence de publicité aux États-Unis. Seule Sheila John naît aux États-Unis.
À quatorze ans, elle publie ses premières nouvelles. À seize ans, elle remporte le prix littéraire de son lycée avec une nouvelle intitulée Sixteen. Elle fonde également une chronique adolescente dans le Chicago Tribune, dont elle donne ensuite les rênes à Sheila John Daly, sa cadette.
En 1942, à dix-sept ans, Daly écrit le roman Seventeenth Summer. Elle soumet le manuscrit à un concours de Dodd, Mead and Company, qu'elle remporte, et le roman est publié ; il s'agit du premier roman de littérature Young Adult reconnu comme tel, un mouvement qui ne naîtra cependant réellement que dans les années 1960.
En 1946, elle épouse William P. McGivern, qu'elle a rencontré à une séance de dédicaces lors de laquelle il a acheté son roman. Ils se marient à Chicago.
Adulte, elle déménage à Palm Desert, en Californie, où elle tient une critique culinaire pour The Desert Sun.
Elle meurt d'un lymphome non hodgkinien le 25 septembre 2006 à Palm Desert.